# 黄自达
黄自达（1922年4月26日—1996年5月26日），字廷达，号托马斯保罗（教名）。是一名印度尼西亚华裔政府官员。

## 生平
黄自达出生于梭罗，1948年从荷属东印度巴达维亚（现雅加达）的印度尼西亚大学毕业后开始从政。1953年当选为印度尼西亚中华民主党副主席，1954年加入印度尼西亚国籍协商会，并于1960年开始活跃于印度尼西亚党。1963年1月1日被印尼最高领导人苏加诺任命为总统府秘书长；1963年5月10日被任命为国务部长，并在总统府内阁专门协助内阁主席团的特别任务，包括直接处理对抗马来西亚的政治和统筹工作。1965年，他被独裁者苏哈托的新秩序政府拘留，并在未经审判的情况下被监禁了10年，直到1976年。1976年，他被指控参与九三〇事件，尽管这一指控从未得到证实。他于1977年获释。他在苏加诺73岁生日时出版了《黄自达回忆录》，他书中一些最敏感的材料来源于他作为苏加诺总统成立的调查委员会成员的职位，该委员会旨在调查1965年10月至12月大规模谋杀的细节和范围。1995年9月25日，该回忆录在发行的前五个月内已售出12,000册后被禁。
1996年5月26日因病在雅加达去世，享年74岁。